# 校園神兵
《校園神兵》是一部2003年播映的電視動畫系列，改編自義大利漫畫家阿爾弗雷多·卡斯特利的漫畫作品《神秘馬丁》。該劇由法國電視製作公司十二宮兒童製片室和加拿大製作和動畫公司影像娛樂公司合作。並採用了類似日本動畫的藝術風格。該系列於2003年10月1日在加拿大YTV首播。

## 故事大綱
該電視劇集重新詮釋了漫畫中的主要角色神秘·馬丁和黛安·倫巴，並將他們設定為異父異母的兄妹，就讀於位於魁北克省舍布魯克市的托靈頓學院（Torrington Academy）寄宿學校。他們在一個名為「中心」的秘密組織工作，該組織秘密保護地球居民免受超自然的威脅，並調查未知和超自然现象。中心的盟友包括比利，一個小巧的綠皮膚外星人，是馬丁最好的朋友之一；還有爪哇，一位來自20萬年前的穴居人，他在托靈頓學院擔任清潔工，同時也是團隊的支持角色。
馬丁對超自然現象的廣泛知識和卓越的直覺，使他成為「中心」的頂尖特工，並彌補了他的自大和笨拙態度。黛安有時會對這些缺點感到不滿，因為馬丁常常似乎不理解任務的嚴重性，但她通常尊重他，欣賞他保持自己的方式行動而絕不妥協。

## 登場角色

### 主要人物
- 神秘·馬丁（Martin Mystery）

配音員：文森特·沙爾翁-丁蒙賽、何志威（台灣）
本作主角，16歲，就讀於魁北克多靈頓中學，外表看似平凡的中學學生，可是實際上是秘密組織的秘密探員「神秘·馬丁」，為了保衛地球而與外星生物奮戰。具有膽識及敏捷的性格，喜歡追逐一些怪異的事情，對不可思議的事情感到好奇，探險中不失領導人風範，擁有相當的膽識及敏捷。第三季中，馬丁獲得一組由"中心"資助的迷你總部，架設於他的寢室，方便辦案。
另外，他客串於《校園嬌娃》的第五季第十四集中與嬌娃們共同打擊犯罪。
原著漫畫中和黛安是假結婚的夫妻。
- 黛安·倫巴（Diana Lombard）

配音員：凱莉·謝里丹、許淑嬪（台灣）
馬丁的繼妹（馬丁的繼母與前夫的女兒），跟馬丁比較不一樣的是黛安比較聰明，做事情比較條理，思考也比較有邏輯性，馬丁喜歡捉弄她，但是在任務中當黛安遇到危險時，馬丁也會去救她。而在組織當中，黛安思考能力是不可或缺的。
原著漫畫中與馬丁是假結婚的夫妻。
- 原始人爪哇（Java the Caveman）

配音員：戴爾·威爾森、中文配音員: 符爽
魁北克多靈頓中學的校工皆廚師，真正身分是20萬年前原始人，他具有老實的性格，力氣也很大，常常在任務中幫助馬丁和黛安，是團隊中最重要的動力。
- 原著漫畫中和黛安是假結婚關係，為了使爪哇得到美國國籍。

### 組織人物
- 大媽（ms.olivia mandell）

配音員：魏晶琦（台灣）
組織的領導人，分配給每一個探員工作，但她最不想看到馬丁給搞砸了一切。
與《校園嬌娃》中W.O.O.H.P（世界人類保護組織）的創立者傑瑞為舊識。
- 外星人比利

配音員：林美秀（台灣）
非常膽小，外表看起來小小的，在任務中負責分析馬丁帶來的樣本並且傳送馬丁一行人到任務場所，而且總是無聲無息的突然出現在三人身旁，是大媽的助理。真實身分是外星人頭頭「甘薩」。
在第三季中，比利獲得了一套偽裝衣，使他得以以青少年的外型與馬丁等人出任務。
- 馬文

配音員：符爽（台灣）
馬丁的弟弟,在第二季中也加入了組織。

## 發行
《校園神兵》在加拿大由YTV和英語版的Discovery Kids，以及法語版的Vrak於2003年首播，一直持續到2006年系列結局。
在美國，最初的7集於2004年5月和6月在FoxBox首播。之後，尼克儿童频道收購了該系列，經過在主頻道的短期播放後，該系列於2005年7月4日至2008年4月27日期間在尼克卡通上播放。在其他市場，該劇播出頻道包括法國的M6、義大利的Rai 2，以及歐洲（除意大利和波蘭外）的Jetix。歐洲的其他頻道還包括瑞典的SVT1和瑞典電視台兒童頻道、挪威的NRK Super、芬蘭的Yle TV2、菲律賓的GMA Network和Q（現稱GTV）、比利時的VT4，以及波蘭的ZigZap。在斯里蘭卡，該系列由斯里蘭卡公共電視公司的Channel Eye播出。在臺灣則由迪士尼頻道發行。
MBC 3、Ajyal TV和ART 3在中東地區播放了阿拉伯語版。

### 家庭媒體
《校園神兵》的家庭媒體版法國由寶麗金和MK2分發。在意大利，家庭影片由01 Distribution分發。第1季的英語版本家庭影片也在加拿大和美國發行，但近年來已變得稀有。

### 書目
- Green, Paul. . McFarland. 2019. ISBN 978-1476678009.

## 外部連結
- 《校園神兵》官方網站
- epguides.com上《Martin Mystery》的資料
- 互联网电影数据库（IMDb）上《Martin Mystery》的资料（英文）